# Гилд, Нэнси
Нэнси Гилд (англ. Nancy Guild; 11 октября 1925 — 16 декабря 1999) — американская киноактриса, известная по фильмам «Где-то в ночи» (1946), «Дублон Брашера» (1947) и «Эбботт и Костелло встречают человека-невидимку» (1951).

## Карьера
На выпускницу Университета Аризоны обратил внимание фотограф журнала Life. После публикации фото Гилд получила приглашение на кинопробы от пяти голливудских студий, подписав в результате контракт с кинокомпанией 20th Century Fox. Её первым фильмом стал «Где-то в ночи» (1946). Однако несмотря на первоначальный успех, Гилд не стала звездой, а семилетний контракт, подписанный со студией 20th Century Fox, был разорван после того, как она вышла замуж.
После разрыва с 20th Century Fox Нэнси работала с Universal Studios, появившись в фильмах с Эбботтом и Костелло и картине из серии о говорящем муле Френсисе «Фрэнсис в большом городе» (1953), который стал её последним фильмом перед долгим перерывом в карьере. В последующие годы она иногда появлялась на телевидении и на некоторое время вернулась в кино, снявшись в фильме Отто Премингера «Такие хорошие друзья» (1971).

## Личная жизнь
Разорвав отношения с продюсером Эдуардом Ласкером, в 1947 году Гилд вышла замуж за актёра Чарльза Рассела. В следующем году они появились вместе в мюзикле Give My Regards to Broadway (1948). В 1949 году у них родилась дочь Элизабет.
После развода с Расселом в 1950 году Гилд вышла замуж за бродвейского импресарио Эрнеста Мартина, продюсера мюзиклов «Парни и куколки», «Звуки музыки» и «Забавная история, случившаяся по дороге на форум».
В 1975 году она развелась с Мартином и вышла замуж за фотожурналиста Джона Брайсона в 1978 году. Развелась с Брайсоном в 1995 году.
Гилд умерла в Ист-Хамптоне, Нью-Йорк, 16 августа 1999 года в возрасте 73 лет.